# L’Argentera
L’Argentera ist eine Gemeinde im Süden Kataloniens mit 129 Einwohnern (Stand: 2024) und liegt in der Provinz Tarragona und der Comarca Baix Camp. 

## Lage
L’Argentera liegt etwa 28 Kilometer westnordwestlich vom Stadtzentrum von Tarragona in einer Höhe von ca. 345 m.

## Bevölkerungsentwicklung
| Jahr      | 1970 | 1981 | 1991 | 2001 | 2011 | 2021 |
| Einwohner | 162  | 158  | 132  | 147  | 159  | 126  |

## Sehenswürdigkeiten

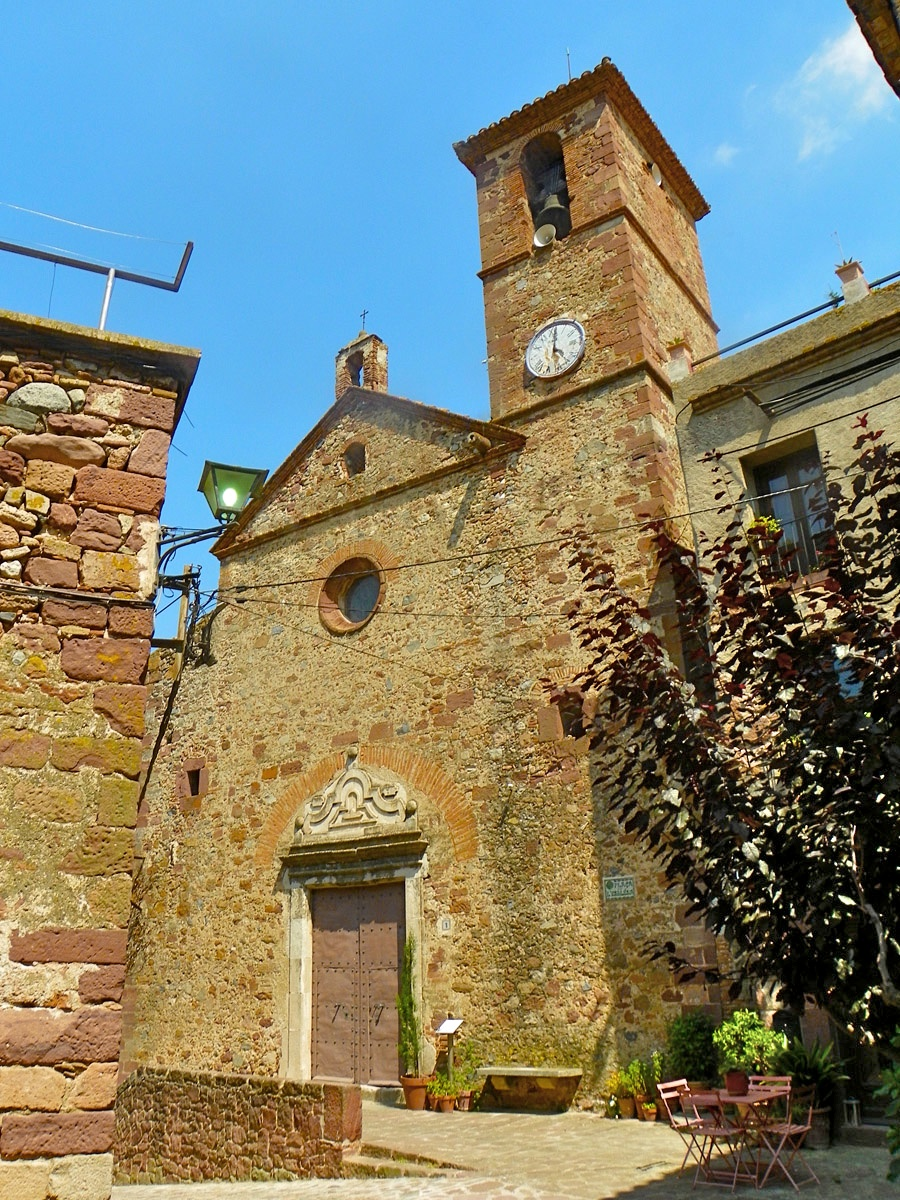
Bartholomäuskirche
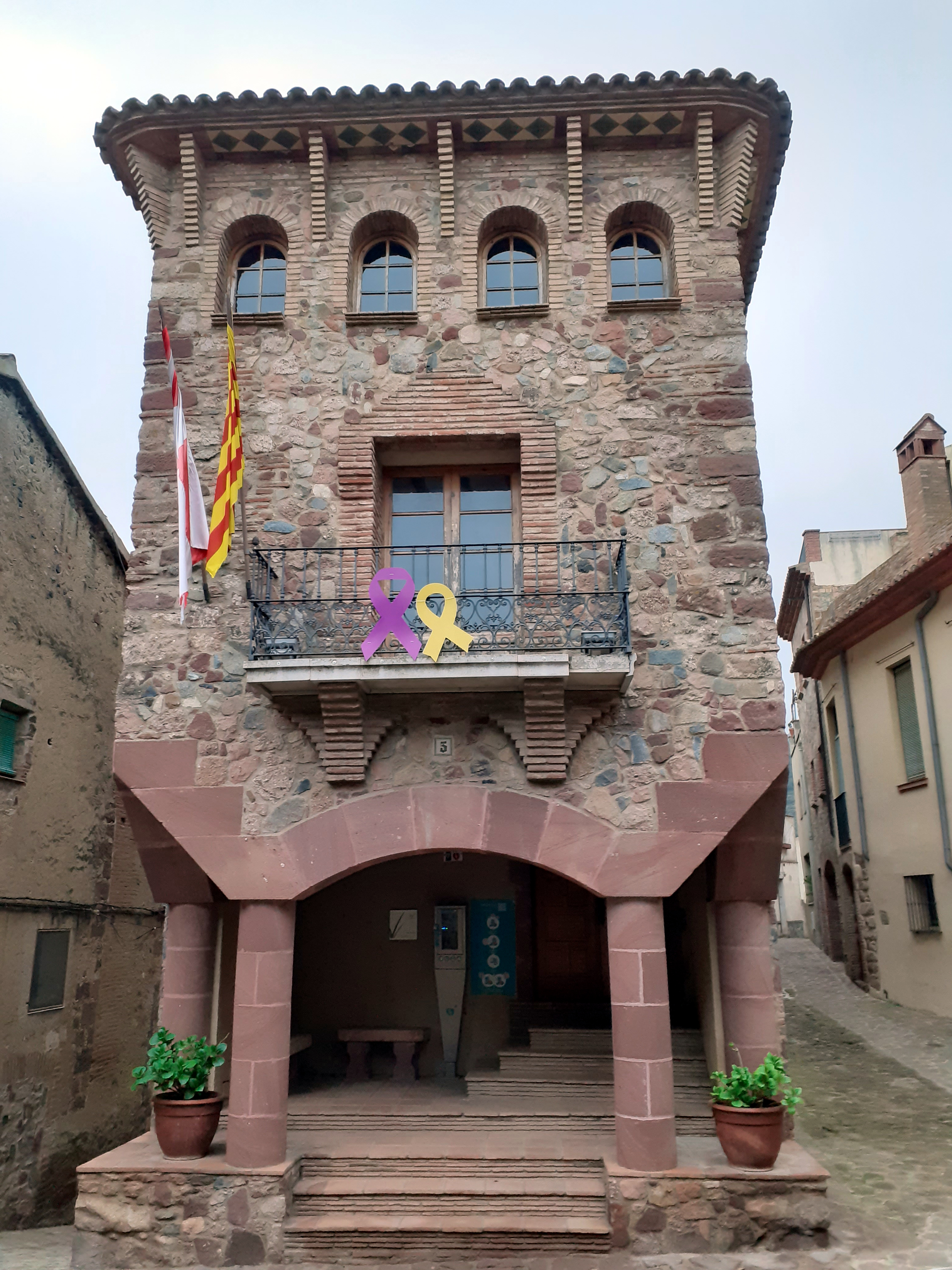
Rathaus

- Bartholomäuskirche
- Rathaus